# Deutscher Fantasy Preis
Deutscher Fantasy Preis – najbardziej prestiżowa nagroda dla niemieckojęzycznych autorów, wydawców i tłumaczy literatury fantasy. Jest przyznawana od 1979 roku przez mieszczące się w Pasawie stowarzyszenie pod nazwą: Pierwszy Niemiecki Klub Fantasy (niem Erster Deutscher Fantasy Club e.V., EDFC), założone w maju 1978.

## Laureaci
- 1979 – Heinz Pollischansky(inne języki) – austriacki wydawca
- 1980 – Ernst Vlcek(inne języki) – austriacki pisarz
- 1981 – Michael Görden – niemiecki wydawca
- 1982 – Helmut W. Pesch(inne języki) – niemiecki pisarz, ilustrator, tłumacz i recenzent
- 1984 – Wolfgang Jeschke – niemiecki pisarz i redaktor serii wydawniczych
- 1985 – Hubert Straßl(inne języki) – austriacki pisarz
- 1987 – Michael Ende – niemiecki pisarz
- 1988 – Frederik Hetmann(inne języki) – niemiecki pisarz
- 1990 – Thomas Le Blanc(inne języki) – niemiecki autor i wydawca
- 1992 – Otfried Preussler – niemiecki autor książek dla dzieci
- 1993 – Franz Rottensteiner – austriacki krytyk i publicysta
- 1995 – Walter Ernsting(inne języki) – niemiecki pisarz
- 1996 – Carl Amery(inne języki) – niemiecki pisarz i działacz ochrony środowiska, 1989–1991 prezes niemieckiego PEN Clubu
- 1997 – Gisbert Kranz(inne języki) – austriacki pisarz
- 1998 – Erika Fuchs – niemiecka tłumaczka
- 1999 – Hansrudi Wäscher(inne języki) – szwajcarski rysownik i autor komiksów
- 2000 – Herbert Rosendorfer – austriacki pisarz
- 2001 – Angela Steinmüller(inne języki) i Karlheinz Steinmüller(inne języki) – małżeństwo niemieckich pisarzy
- 2002 – Jörg Weigand(inne języki) – niemiecki pisarz
- 2004 – Rainer Erler(inne języki) – niemiecki pisarz, reżyser i producent filmowy
- 2006 – Jörg Kaegelmann – niemiecki wydawca
- 2008 – Herbert W. Franke – austriacki pisarz i naukowiec, futurolog
- 2009 – Friedel Wahren(inne języki) – niemiecka redaktorka komiksów, książek i czasopisma Isaac Asimov’s SF Magazin
- 2010 – Viktor Farkas – austriacki dziennikarz i pisarz
- 2011 – Antonia Michaelis(inne języki) – niemiecka pisarka dziecięca
- 2012 – Iny Klocke i Elmar Wohlrath
- 2013 – Eduard Lukschandl
- 2014 – Helmuth W. Mommers(inne języki)
- 2015 – Dieter Steinseifer
- 2016 – Thomas R.P. Mielke i Astrid Ann Jabusch
- 2017 – Uschi Zietsch
- 2018 – Heinz Zwack
- 2019 – Alfred Vejchar
- 2020 – Erik Schreiber(inne języki)
- 2021 – Dieter von Reeken(inne języki)
- 2022 – Michael Haitel
- 2023 – Kai Meyer